# フルプロパジン
フルプロパジン(Flupropadine)は、殺鼠剤である。w:May and Bakerが開発し、イギリスの農場で試験が行われたが、1994年に使用が止められた。フルプロパジンは遅効性のため、ネズミは死ぬ前にフルプロパジン入りの餌を何度か食べる。
分子は2つの環を持ち、1つはm-ヘキサフルオロキシレン、もう1つはピペリジンである。3,5-ビス(トリフルオロメチル)ヨードベンゼン、プロパルギルアルコール、4-tret-ブチルピペリジンから合成される。